# Elszámolási időszak
A magyarországi munkajogban az elszámolási időszak lehetőséget ad a munkáltatónak, hogy a munkaidőt rugalmasan ossza be; a szokásos munkaidő (heti öt nap, napi nyolc óra) helyett a munkavállaló dolgozhat egy adott héten többet vagy kevesebbet, és azt az elszámolási időszak végéig kell kiegyenlíteni. Például egy hónapos elszámolási időszak esetén ha az alkalmazott a hónap első hetén negyvenöt, a második hetén ötven órát dolgozik, akkor a hónap végéig öt, a következő hónap első hetének végéig tovább tíz órával csökkenteni kell a munkaidejét a heti negyvenhez képest (vagy bérpótlékot fizetni).
Az elszámolási időszak a munkaidőkeret alternatívája; mindkettő lehetővé teszi a munkaidő rugalmas beosztását, hogy a szerződésben megszabott óraszámnak csak egy hosszabb időszak átlagában kelljen teljesülnie, de a munkaidőkeret esetében ezek az időszakok egymást követik, elszámolási időszak alkalmazásakor pedig hetente kezdődnek és párhuzamosan futnak. A fenti példa esetén, ha a munkáltató elszámolási időszak helyett munkaidőkeretet alkalmazna, akkor mind a tizenöt órát a hónap végéig kéne kiegyenlíteni.
Ha a munkáltató a ledolgozott órák számát az elszámolási időszak végéig nem egyenlítette ki, bérpótlékot kell fizetni. A túlmunka független az elszámolási időszaktól; egy adott napra elrendelhető nyolcnál több óra, és ez nem számít túlmunkának, de az előre elrendelt időn kívüli munka igen, valamint a vasárnap és munkaszüneti napon történő munkavégzés is.
Az egy napra jutó munkaidő (teljes munkaidős foglalkoztatás esetén) elszámolási időszak alkalmazásával sem lehet kevesebb négy óránál, és nem lehet több tizenkét óránál (a túlórákat is beleszámítva), valamint (heti átlagban) heti negyvennyolc óránál; kivétel ez alól a készenléti jellegű munkakör, vagy ha az alkalmazott a munkáltató hozzátartozója. Fiatalkorú munkavállalót naponta legfeljebb nyolc órát lehet foglalkoztatni, és a heti pihenőnap és pihenőidő egyenlőtlenül nem osztható be.
Az elszámolási időszakot a munkáltató egyoldalúan határozhatja meg; bevezetéséhez vagy módosításához nincs szükség szerződésre, azonban írásban ki kell hirdetni. Várandós vagy legfeljebb három éves gyermeket nevelő anya, vagy legfeljebb három éves gyermeket nevelő egyedülálló szülő esetén a munkáltató csak a munkavállaló beleegyezésével alkalmazhat elszámolási időszakot.
Az elszámolási időszak hossza általában legfeljebb négy hónap lehet; bizonyos munkatípusok (megszakítás nélküli vagy többműszakos munka, idényjellegű munka, készenléti jellegű munkakör, valamint polgári repülésben, belföldi és nemzetközi közúti személyszállításban és árufuvarozásban, a menetrend szerinti helyi és helyközi közúti személyszállításban, vasúti személyszállításban és árufuvarozásban, vagy kikötőben foglalkoztatott munkavállalók) esetén hat hónap. Kollektív szerződéssel az elszámolási időszak kiterjeszthető egy évre (A munka törvénykönyve 2019. január 1-jén hatályba lépő módosításával három évre).
Az elszámolási időszakot A munka törvénykönyve 2012-es megújítása vezette be a magyar jogba.

## Külső hivatkozások
- Bardócz Iván: Munkaidőkeret és elszámolási időszak. Adó Online, 2015. április 15. (Hozzáférés: 2018. december 25.)
- Bardócz Iván: Munkaidőkeret és elszámolási időszak II.. Adó Online, 2015. május 4. (Hozzáférés: 2018. december 25.)